# AS 폰타 레스트
AS 폰타 레스트는 동티모르의 축구단이다. 현재 LFA 프리메이라에 참가하고 있다.

## 우승
- 타사 12 데 노벰브로: 2016
- LFA 수페르 타사: 2016

## 선수 명단

### 역대
- 이토 단(2017)